# Hélia de Souza
Hélia Rogério de Souza Pinto, anche nota come Fofão (San Paolo, 10 marzo 1970), è un'ex pallavolista brasiliana.
Giocava nel ruolo di palleggiatrice.

## Palmarès

### Club
- Campionato brasiliano: 6

1991-92, 1998-99, 2001-02, 2012-13, 2013-14, 2014-15
- Campionato italiano: 2

2004-05, 2006-07
- Campionato spagnolo: 1

2007-08
- Campionato turco: 1

2010-11
- Coppa Italia: 2

2004-05, 2006-07
- Coppa della Regina: 1

2007-08
- Supercoppa spagnola: 1

2007
- Supercoppa turca: 1

2010
- Coppa di Lega: 1

2006
- Champions League: 1

2005-06
- Coppa CEV: 2

2004-05, 2006-07
- Campionato mondiale per club: 1

2010
- Campionato sudamericano per club: 2

2013, 2015
- Campionato Paranaense: 1

2003
- Campionato Carioca: 3

2012, 2013, 2014

### Nazionale (competizioni minori)
- Giochi panamericani 2007
- Final Four Cup 2008

### Premi individuali
- 1992 - Superliga: Miglior palleggiatrice
- 1992 - Superliga: Miglior difesa
- 1992 - Campionato sudamericano per club: Miglior palleggiatrice
- 1992 - Campionato sudamericano per club: Miglior difesa
- 1992 - Campionato sudamericano per club: MVP
- 1998 - Campionato paulista: Miglior palleggiatrice
- 1998 - Campionato paulista: MVP
- 1998 - World Grand Prix: Miglior palleggiatrice
- 1999 - Campionato paulista: Miglior palleggiatrice
- 1999 - Superliga: Miglior palleggiatrice
- 1999 - Giochi panamericani: Miglior palleggiatrice
- 1999 - Giochi panamericani: MVP
- 1999 - World Grand Prix: Miglior palleggiatrice
- 1999 - Coppa del Mondo: Miglior palleggiatrice
- 2000 - World Grand Prix: Miglior palleggiatrice
- 2000 - Giochi della XXVIII Olimpiade: Miglior palleggiatrice
- 2001 - Campionato paulista: Miglior palleggiatrice
- 2001 - Campionato sudamericano per club: Miglior palleggiatrice
- 2001 - Campionato sudamericano per club: MVP
- 2002 - Superliga: Miglior palleggiatrice
- 2002 - Superliga: MVP
- 2005 - Coppa CEV: Miglior palleggiatrice
- 2005 - Coppa Italia: Miglior palleggiatrice
- 2005 - Coppa Italia: MVP
- 2005 - Serie A1: Miglior palleggiatrice
- 2005 - Oscar del volley: Miglior palleggiatrice
- 2006 - Champions League Miglior palleggiatrice
- 2007 - Coppa Italia: Miglior palleggiatrice
- 2007 - Coppa Italia: MVP
- 2007 - Serie A1: Miglior palleggiatrice
- 2007 - Coppa CEV: Miglior palleggiatrice
- 2007 - Oscar del volley: Miglior palleggiatrice
- 2007 - XV Giochi panamericani: Miglior palleggiatore
- 2007 - Campionato sudamericano: Miglior palleggiatrice
- 2007 - Campionato sudamericano: Miglior difesa
- 2007 - Campionato sudamericano: MVP
- 2007 - Coppa del Mondo: Miglior palleggiatrice
- 2007 - Supercoppa spagnola : Miglior palleggiatrice
- 2008 - Coppa della Regina: MVP
- 2008 - Coppa della Regina: Miglior palleggiatrice
- 2008 - Champions League: Miglior palleggiatrice
- 2008 - Superliga Femenina de Voleibol: Miglior palleggiatrice
- 2008 - Giochi della XXIX Olimpiade: Miglior palleggiatrice
- 2008 - Final Four Cup: MVP
- 2008 - Final Four Cup: Miglior palleggiatrice
- 2008 - Campionato paulista: Miglior palleggiatrice
- 2008 - Coppa del Brasile: Miglior palleggiatrice
- 2009 - Superliga: Miglior palleggiatrice
- 2010 - Superliga: Miglior palleggiatrice
- 2010 - Supercoppa turca: Miglior palleggiatrice
- 2013 - Superliga Série A: MVP della finale
- 2013 - Campionato sudamericano per club: Miglior palleggiatrice
- 2014 - Superliga Série A: MVP della finale
- 2015 - Superliga Série A: MVP della finale